# Iva Toguri D'Aquino

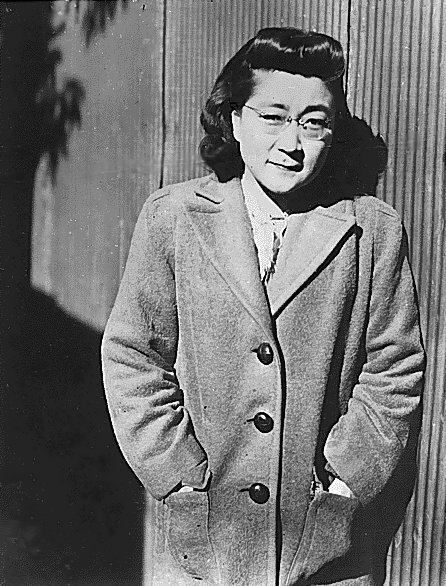
Iva Toguri bij de buitenlandafdeling van Radio Tokyo

Ikuko (Iva) Toguri d'Aquino (Los Angeles, 4 juli 1916 – Chicago, 26 september 2006) was een Amerikaanse van Japanse afkomst, die tijdens de Pacifische Oorlog in de Tweede Wereldoorlog onder het pseudoniem Orphan Anne bij Radio Tokyo de muziek van het programma "The Zero Hour" presenteerde. Dit programma was onderdeel van de Japanse propaganda.
Toguri zou Tokyo Rose zijn geweest, een bekende propagandiste op de Japanse oorlogsradio. Ook andere vrouwen heeft men voor Tokyo Rose gehouden, zij het in mindere mate.

## Jeugd
Toguri groeide op in een methodistenfamilie als dochter van de Japanse immigrant Jun Toguri, die in 1899 naar de VS reisde, en zijn vrouw. Ze volgde de highschool en college in Los Angeles. Ze was Republikein en stond bekend als loyaal Amerikaanse. Om geneeskunde studeren ging ze naar de Universiteit van Californië - Los Angeles (UCLA), waar ze in 1940 afstudeerde in zoölogie,waarna ze tot juli 1941 in de winkel van haar vader werkte.
In het begin van 1941 hoorde het gezin Toguri dat een van de zussen van Fumi ernstig ziek was. Hierop besloten haar ouders dat Iva naar Japan zou gaan om voor haar te zorgen. Er was geen tijd om haar van een paspoort te voorzien, zodat ze alleen een identiteitsbewijs kreeg, dat haar naar Japan en terug zou brengen. Ze vertrok op 5 juli 1941.

## In Japan
Iva kon moeilijk wennen aan het leven in Japan. Ze ondervond moeilijkheden met betrekking tot de taal en cultuur, en kon bijvoorbeeld niet met stokjes eten. Ook kon ze geen lokale kranten lezen, waardoor ze pas in november van 1941 op de hoogte was van de stijgende spanning tussen Japan en Amerika.
In november 1941 wilde Toguri terugkeren, maar uit het identiteitsbewijs bleek onvoldoende voor de Amerikaanse autoriteiten om haar Amerikaanse nationaliteit vast te stellen. Bij het uitbreken van de oorlog op 7 december 1941 was ze nog in Japan.
De Japanse autoriteiten eisten dat ze haar Amerikaanse staatsburgerschap zou afleggen en de Japanse zou aannemen. Toen ze dit weigerde, werd ze bedreigd met internering, maar door haar Japanse afkomst ging dit vooralsnog niet door. De buren van de oom waar ze inwoonde wilden haar echter weg vanwege haar pro-Amerikaanse overtuiging en ze zocht een eigen woning. Ze gaf pianolessen en werkte als vertaler van Engelse teksten bij het persbureau Domei. Daar zag ze ook de naam van haar familie op een lijst van het Amerikaanse interneringskamp Gila River Relocation Center in de staat Arizona. Ze raakte bevriend met Felipe d'Aquino, een Portugees van Japanse afkomst, die haar mening over de oorlog deelde.
Door geldgebrek raakte ze ondervoed en kwam in het ziekenhuis terecht. Om de kosten daarvan terug te kunnen betalen, ging ze werken bij Radio Tokyo.

## Radio Tokyo
Bij Radio Tokyo werkte ze eerst als vertaalster van Amerikaanse nieuwsteksten.
In 1943 begon de Japanse majoor Shigetsugu Tsuneishi met het programma The Zero Hour, waarin het moreel van de Amerikaanse soldaten ondermijnd zou worden door slechtnieuwsberichten over bijvoorbeeld overstromingen in hun thuisland. Aangezien ze in die tijd geen Japanners konden vinden die ervaring hadden met radio-uitzendingen, en daarnaast ook de Engelse taal beheersten, werd er besloten om krijgsgevangenen te gebruiken. De Amerikaanse krijgsgevangenen die als presentator werden ingezet probeerden er een absurdistisch programma van te maken door verborgen betekenissen, dubbelzinnigheden en sarcasme, evenals haastig gelezen berichten. Toen dit de Japanners begon op te vallen, begonnen ze de teksten zo te intoneren alsof ze met wapens tot oplezen gedwongen werden.
Tegen het eind van 1943 werd de zendtijd uitgebreid en werd Toguri door de Australische krijgsgevangene, Charles Cousins, gevraagd om omroepster van het radioprogramma te worden. Hij garandeerde haar dat hij zelf eerst de scripts zou lezen, en dat ze nooit gedwongen zou worden iets schadelijks over de Verenigde Staten te uiten. Eerst was ze anoniem, later noemde ze zich Ann, naar het Engelse announcer, dat op de scripts stond. De tekstschrijvers maakten hier Orphan Anne van (Anne, de wees), naar een Amerikaans radiofiguur Little Orphan Annie. Het programma werd elke avond een uur lang uitgezonden. In dit uur was Iva's stem slechts enkele minuten te horen. De rest van van de tijd werd gebruikt voor muziek en nieuws over de Verenigde Staten.
De krijgsgevangen tekstschrijvers verdwenen door ziekte, ontslag wegens insubordinatie en vrijlating. In 1944 kreeg Cousins een hartaanval, en moest hij Zero Hour verlaten. Iva was ondertussen wegens haar pro-Amerikaans standpunt ontslagen bij het nieuwsbureau Domei, maar wist een baan als typiste bij de Deense legatie te krijgen. Ze probeerde tevens ook Zero Hour te verlaten, maar dit werd niet toegelaten door haar leidinggevenden. Toguri en nieuwe presentatrices zetten het programma voort en probeerden hun stijl te evenaren. 
Na haar huwelijk met Felipe in 1945 nam ze steeds meer afstand van de uitzendingen, en werd ze vervangen door nieuwe omroepsters. Toen de Denen het contact verbraken met Japan in 1945, en ze haar job daar verloor, begon ze opnieuw meer te werken bij Zero Hour.
Kort voor het einde van de oorlog bekeerde Toguri zich tot het rooms-katholieke geloof en trouwde met Felipe d'Aquino. In augustus 1945 werden Hiroshima en Nagasaki gebombardeerd met atoombommen. Niet lang daarna gaf Japan zich over.

## Na de oorlog
Na de overgave van Japan waren reporters op zoek naar de ware identiteit van Tokyo Rose. Uiteindelijk waren Clark Lee en Harry Brundidge de eersten die in Iva de identiteit van Tokyo Rose zagen. In eerste instantie ontkende ze de beschuldiging van Brundidge en Lee, maar na een belofte van 2000 dollar voor een exclusief interview als Tokyo Rose stemde ze toe.
Voor dit interview moest ze een document met de bevestiging dat zij Tokyo Rose was ondertekenen. Ze hoopte via dit interview ervoor te kunnen zorgen dat andere reporters hun interesse verloren, maar drie dagen later gaf ze toch een persconferentie in Yokohama. Brundidge had het beloofde geld nooit van zijn bazen ontvangen en gebruikte de schending van exclusiviteit door het houden van een persconferentie als excuus om haar niet te betalen.
Op 17 oktober 1945 werd Iva opgepakt door het CIC en naar een gevangenis in Yokohama gebracht. De reden van haar arrestatie werd haar niet verteld, en ook een advocaat werd haar ontzegd. Ze werd hoofdzakelijk ondervraagd over haar participatie in oorlogspropaganda.
Een maand later werd ze overgebracht naar Sugamo, waar ze vaak bezoekers kreeg die de beruchte Tokyo Rose wilden zien. 6 maanden na Iva's arrestatie werd er gerapporteerd dat er geen enkel bewijs dat ze ooit informatie over militaire verplaatsingen en aanvallen, of over militaire geheimen en plannen had gedeeld via de radiozender. Maar omdat het leger bang was voor negatieve persaandacht rond de chaos van de arrestatie, werd Iva pas op 25 oktober 1946 vrijgelaten.
Tijdens haar gevangenschap was haar moeder gestorven, waardoor Iva terug naar de V.S. wilde keren. Maar omdat ze nog steeds geen paspoort had, ontstonden er opnieuw moeilijkheden om nu een Amerikaans paspoort te verkrijgen. Ze zou dankzij haar huwelijk met Felipe een Portugees paspoort kunnen krijgen, maar omdat ze zulke enorme inspanningen had gedaan om haar Amerikaanse nationaliteit te behouden, weigerde ze dit. Vervolgens kondigde het Amerikaanse Ministerie van Buitenlandse zaken een jaar later aan dat ze niet verplicht waren om haar een paspoort te geven.
In Amerika eisten meer en meer mensen dat Iva vervolgd zou worden. Zelfs de directeur van de FBI, J. Edgar Hoover, vroeg hulp om te kunnen bewijzen dat Iva Tokyo Rose was.
In maart 1948 besloot Harry Brundidge om naar Japan te reizen om getuigen te zoeken die zouden kunnen bewijzen dat Iva Tokyo Rose was. Daarnaast wilde hij Iva de aantekeningen die hij tijdens haar eerdere interview had gemaakt laten ondertekenen. Dit om te kunnen bewijzen dat Iva de enige echte Tokyo Rose was.
Brundidge vond Iva, die twee maanden daarvoor bevallen was van een zoon die de volgende ochtend was gestorven, en verzekerde haar dat ze haar familie terug zou kunnen zien als ze de aantekeningen zou ondertekenen. In eerste instantie weigerde ze dit, omdat het grootste gedeelte van de aantekeningen volgens haar verzonnen zou zijn geweest, maar tekende uiteindelijk toch.
In augustus 1948 werd ze in haar woning in Ikejiri gearresteerd wegens landsverraad en verscheept naar de VS.

## Proces
Het proces begon op 5 juli 1949 en duurde bijna 3 maanden. Doordat de overheid een groot aantal getuigen van Japan moest laten overkomen was het in die tijd het duurste proces dat men ooit had gekend. De kosten voor de getuigen van de verdediging werden allemaal betaald door Iva's vader.
De overheid wilde bewijzen dat Iva de Verenigde Staten had verraden, Amerikaanse soldaten had overtuigd om hun wapens neer te leggen, dat ze vrijwillig in Japan was gebleven na het uitbreken van de oorlog, en dat ze de beruchte Tokyo Rose was. Ze werd in totaal beschuldigd van 8 daden van verraad.
De jury kon echter niet tot een beslissing komen. De rechter, Michael Roche, berispte hen, wees op de enorme gemaakte kosten en drong erop aan dat ze zo snel mogelijk een beslissing zouden nemen. Op 29 september 1949 volgde deze: vrijspraak op zeven punten, schuldig aan één: het bekendmaken van het verlies van schepen bij de slag in de Golf van Leyte op de vijandelijke radio. De rechter veroordeelde haar op 6 oktober 1949 tot tien jaar gevangenschap en een boete van 10.000 dollar.
Deze uitspraak van de jury was bizar aangezien de argumenten niet gegrond waren. Zo werd de dag of tijd van de beruchte uitzending niet vermeld. Ook werd er nooit concreet vermeld of ze het over Japanse of Amerikaanse schepen zou hebben gehad.
Later gaf de rechter, Roche, uiteindelijk toe dat hij bevooroordeeld was tegen haar tijdens het proces.

## Na het proces
Op 28 januari 1956 werd ze wegens goed gedrag vrijgelaten. Ze moest zo snel mogelijk naar Japan vertrekken. Het kostte haar advocaat Wayne Mortimer Collins twee jaar om de deportatie te verhinderen. Daarna vertrok ze naar haar familie in Chicago, waar ze in onbekendheid verder leefde.
In 1976 kwam er aan het licht dat een aantal van de getuigen tijdens het proces een valse getuigenis tegen Iva hadden afgelegd. Op 19 januari 1977 kreeg ze een pardon van de scheidende president Gerald Ford.
In 1980 scheidde ze van haar man, omdat ze niet meer opnieuw de Verenigde Staten wenste te verlaten. Felipe d'Aquino stierf in november 1996 in Japan. Iva Toguri d'Aquino stierf tien jaar later op negentigjarige leeftijd.

## Voetnoten
1. ↑  Pierce, 2002 “....she didn’t know the language, found the people ‘discourteous,’ and had difficulty handling chopsticks…”
2. ↑  Pierce, 2002 “Once she and Felippe d’Aquino were married in April 1945, Iva started to play hooky from NHK, not showing her face at the studio for weeks at a time.”
3. ↑  Journalist bij de International News Service.
4. ↑  Schrijver bij Cosmopolitan Magazine.
5. ↑  Sherrer, 2002 “Brundidge also offered $2,000 – 25 years of income at the time – for an exclusive interview with ‘Tokyo Rose’.”
6. ↑  Pierce, 2002 “...powerful newspaper columnist and radio commentator Walter Winchell beat the drum for her prosecution in America, while FBI Director J. Edgar Hoover called for help in proving, once and for all, that Iva d’Aquino was the voice of Tokyo Rose.”
7. ↑  Duus, Masayo (1979). Tokyo Rose: Orphan of the Pacific. Kodansha International Ltd. p. 151. ISBN 978-0870113543.
8. ↑  Pierce, 2002 “On October 6, Judge Michael Roche sentenced d’Aquino to 10 years in prison and a $10,000 fine. Only much later did he admit that he’d been prejudiced against her from the trial’s inception.”
9. ↑  Pierce, 2002 “A series of newspaper articles sympathetic to d’Aquino were published in the mid-1970s. Two came from the Chicago Tribune in which two prosecution witnesses from her trial recanted their testimonies, claiming they had been given under duress.”

### Boeken en tijdschriften
- Duus, Masayo 1979. Tokyo Rose: Orphan of the Pacific. Kodansha International Ltd.
- Close, Frederick P. 2014. Tokyo Rose / An American Patriot: A Dual Biography.  Maryland: Rowman & Littlefield.
- Pierce, Kingston J. 2002. “Tokyo Rose: They Called Her a Traitor.” American History Magazine, Oktober.
- Sherrer, Hans. 2002. “‘Tokyo Rose’ was innocent!” Justice:Denied Magazine.

### Webpagina’s
- “Iva Toguri d’Aquino and “Tokyo Rose”“. fbi.gov. Geraadpleegd op 10 april 2017. https://www.fbi.gov/history/famous-cases/iva-toguri-daquino-and-tokyo-rose
- Goldstein, Richard . 2006 . “D'Aquino, Linked to Tokyo Rose Broadcasts, Dies.” New York Times, 27 september. http://www.nytimes.com/2006/09/27/world/asia/28rose.html?scp=1&sq=ford%20tokyo%20rose&st=cse&_r=0
- Anderson, Andy H.K. “Tokyo Rose.” Geraadpleegd op 10 april 2017 . http://www.kensmen.com/tokyorosea.html
- Bernstein, Adam (28 september, 2006). "Iva Toguri, 90, branded as WWII 'Tokyo Rose'". Boston Globe. Washington Post. Geraadpleegd op 10 april 2016.